# Frederick Pitman
Frederick Archibald Hugo Pitman (1. juni 1892 - 25. juli 1963) var en britisk roer.
Pitman var med ved OL 1912 i Stockholm, hvor han sammen med William Fison, Thomas Gillespie, William Parker, Beaufort Burdekin, Arthur Wiggins, Charles Littlejohn, Robert Bourne og styrmand John Walker udgjorde den ene af to britiske ottere. I finalen blev båden kun besejret af den anden britiske båd, mens en båd fra Tyskland vandt bronze.
Pitman var studerende ved University of Oxford, og var i både 1912 og 1914 med i det traditionsrige Boat Race på Themsen.

## OL-medaljer
- 1912:  Sølv i otter